# Cryptocarya acuminata
Cryptocarya acuminata är en lagerväxtart som beskrevs av Elmer Drew Merrill. Cryptocarya acuminata ingår i släktet Cryptocarya och familjen lagerväxter. Inga underarter finns listade i Catalogue of Life.